# Jan Valášek (politik)
Jan Valášek (13. března 1890 – ???) byl československý politik a meziválečný poslanec Národního shromáždění za Republikánskou stranu zemědělského a malorolnického lidu (agrárníky).

## Biografie
Podle údajů k roku 1923 byl profesí domkářem v Roztokách.
Po parlamentních volbách v roce 1920 se stal za agrárníky poslancem Národního shromáždění. Poslanecký mandát ovšem nabyl až dodatečně roku 1923 jako náhradník poté, co rezignoval Josef Kubíček.